# Resultados do Carnaval de Macaé em 2009
Resultados do Carnaval de Macaé em 2009. A apuração ocorreu no dia 25 de fevereiro.

## Grupo Especial
| Posição | Escolas               | Pontos | Desempate                    | Ref.  | Classificação ou rebaixamento |
| ------- | --------------------- | ------ | ---------------------------- | ----- | ----------------------------- |
| 1       | Acadêmicos da Aroeira | 198    | Mestre-bala e Porta-bandeira | [ 1 ] | Campeã do Carnaval 2009       |
| 2       | Império da Barra      | 198    |                              | [ 1 ] |                               |
| 3       | Unidos dos Bairros    | 194    |                              | [ 1 ] |                               |
| 4       | Castelo Imperial      | 186    |                              | [ 1 ] |                               |
| 5       | Pulo do Gato          | 184    |                              | [ 1 ] |                               |
| 6       | Águia da Fronteira    | 165    |                              | [ 1 ] | Desce para o Grupo 1 2010     |

## Grupo 1
| Posição | Escolas                  | Pontos          | Ref.  | Classificação ou rebaixamento |
| ------- | ------------------------ | --------------- | ----- | ----------------------------- |
| 1       | Unidos de Miramar        | 179             | [ 2 ] | Sobe para o Especial 2010     |
| 2       | Acadêmicos do Arco-Íris  | 177             | [ 2 ] |                               |
| 3       | Unidos da Vila           | 177             | [ 2 ] |                               |
| 4       | Princesinha do Atlântico | 170             | [ 2 ] |                               |
| 5       | Acadêmicos do Lagomar    | 170             | [ 2 ] |                               |
| 6       | Águia Dourada            | Desclassificada | [ 2 ] | Desce para o Grupo 2 2010     |

## Grupo 2
| Posição | Escolas               | Pontos | Ref.  | Classificação ou rebaixamento |
| ------- | --------------------- | ------ | ----- | ----------------------------- |
| 1       | Foliões das Malvinas  | 131    | [ 3 ] | Sobe para o Grupo 1           |
| 2       | Unidos do Barreto     | 128    | [ 3 ] |                               |
| 3       | Arautos da Folia      | 127    | [ 3 ] |                               |
| 4       | Unidos dos Estudantes | 123    | [ 3 ] |                               |
| 5       | Estrela do Amanhã     | 119    | [ 3 ] |                               |
| 6       | Unidos de Santana     | 115    | [ 3 ] |                               |